# Scotoleon pallidus
Scotoleon pallidus is een insect uit de familie van de mierenleeuwen (Myrmeleontidae), die tot de orde netvleugeligen (Neuroptera) behoort. 
Scotoleon pallidus is voor het eerst wetenschappelijk beschreven door Banks in 1899.